# Atomette
Atomette war eine britische Automarke des Jahres 1922. Hersteller war Alan Thomas aus der Cleveland Street in Wolverhampton.
Das einzige Modell war ein dreirädriges Cyclecar. Der Wagen wurde von einem luftgekühlten Zweitaktmotor von Villiers mit einer Leistung von 3,5 bhp (2,6 kW) angetrieben. Die Motorkraft wurde über ein Dreiganggetriebe an das einzelne Hinterrad weitergeleitet. Der Aufbau besaß keine Kühlerattrappe (wie bei anderen luftgekühlten Fahrzeugen oft üblich) und bot zwei Personen nebeneinander Platz.
Der Wagen kosteten 90 Guinees (= £ 94 Sh 10) und konnten blau, grau oder grün lackiert bestellt werden. Das Gewicht betrug 127 kg.